# Цзян Юнхуа
Цзян Юнхуа́ (кит. упр. 江永华, пиньинь Jiāng Yǒnghuá, 7 сентября 1973) — китайская велогонщица, призёр Олимпийских игр.
Цзян Юнхуа родилась в 1973 году в Цзиси провинции Хэйлунцзян. С 1989 года стала заниматься велоспортом, в 1994 году вошла в национальную сборную. В 2004 году завоевала серебряные медали Олимпийских игр и чемпионата мира.